# كلودين بيكارديت
كلودين بيكارديت (وُلدت باسم بوليت، لاحقًا جيتون دي مورفو) (7 أغسطس 1735 - 4 أكتوبر 1820) كانت كيميائية وعالمة معادن وأخصائية أرصاد جوية ومترجمة علمية. من بين الكيميائيين الفرنسيين في أواخر القرن الثامن عشر، تميزت بترجماتها الواسعة للأدب العلمي من السويدية والإنجليزية والألمانية والإيطالية إلى الفرنسية. قامت بترجمة ثلاثة كتب وآلاف الأوراق العلمية. استضافت منتديات علمية وأدبية مشهورة في مدينتي ديجون وباريس، وكانت مشاركًا نشطًا في جمع بيانات الأرصاد الجوية. ساعدت في تأسيس ديجون وباريس كمركزين علميين، وساهمت بشكل كبير في نشر المعرفة العلمية خلال فترة حرجة من الثورة الكيميائية.

## سيرتها الشخصية
وُلدت بوليت في ديجون وتوفيت في باريس. كانت الابنة الكبرى لكاتب العدل الملكي فرانسوا بوليت دي شامبلفي. في عام 1755، تزوجت بوليت من المحامي كلود بيكارديت. عمل كلود بيكاردي كمستشار في محاكم Table de marbre، وبعد ذلك أصبح عضوًا في الأكاديمية الملكية للعلوم والفنون والآداب الجميلة في ديجون. نتيجة لذلك، انخرطت بوليت في الدوائر العلمية والبرجوازية والمجتمع الراقي. حضرت المحاضرات والمظاهرات وأصبحت نشطة كعالمة ومنظمة منتديات ومترجمة. نشرت مؤلفاتها في البداية تحت اسم "Mme P*** de Dijon". رُزق الزوجان بابن واحد توفي عام 1776 عن عمر يناهز 19 عامًا.

بعد أن أصبحت أرملة عام 1796، انتقلت إلى باريس. في عام 1798 تزوجت من لويس برنارد جيتون دي مورفو، الذي كان صديقًا مقربًا وزميلًا علميًا لسنوات عديدة. شغل غايتون دي مورفو منصب نائب في مجلس الخمسمئة وكان مديرًا وأستاذًا للكيمياء في مدرسة الفنون التطبيقية في باريس. واصلت ترجماتها وأعمالها العلمية واستضافت منتديات علمية نخبوية. في عهد نابليون، كانت تُلقب بالبارونة غيتون-مورفو.
«السيدة بيكارديت مريحة في الحديث؛ امرأة لطيفة للغاية وواثقة من نفسها؛ قامت بترجمة مؤلفات شيلي من الألمانية، وجزء من مؤلفات السيد كيروان من الإنجليزية؛ كنز للسيد دي مورفو، لأنها قادرة وراغبة في التحدث معه حول مواضيع كيميائية، وحول أي موضوعات أخرى مفيدة أو مرضية.»
لا يُعرف عنها سوى القليل في الفترة ما بين وفاة زوجها الثاني عام 1816 ووفاتها عام 1820.

## الترجمة
ترجمت بيكارديت آلاف الصفحات من الأعمال العلمية، العديد منها لعلماء مؤثرين في ذلك الوقت، من لغات متعددة، لنشرها باللغة الفرنسية. يمكن رؤية عملها في سياق التحول في طبيعة الترجمة العلمية، بعيدًا عن عمل «المترجمين المنفردين».
ترأس غايتون دي مورفو مجموعة من المترجمين في أكاديمية ديجون، Bureau de traduction de Dijon، استجابة لطلبات ترجمات كاملة في الوقت المناسب للنصوص العلمية الأجنبية، لا سيما في مجالات الكيمياء وعلم المعادن. احتاج المنخرطون في هذا «المشروع الجماعي» إلى اتصالات محلية ودولية للحصول على الأعمال الأصلية المطبوعة، والخبرة اللغوية والعلمية لتطوير دقة ترجماتهم والتحقق من صحتها. وبالإضافة إلى العمل اللغوي للترجمة، فقد قاموا بإجراء تجارب معملية لتكرار تعليمات التجارب وتأكيد النتائج الملحوظة. أُجريت تجارب حول المعادن لدراسة خصائصها المادية، مثل اللون والرائحة وشكل البلورات، لتأكيد المعلومات الواردة في النص الأصلي.
لعبت مجموعة أكاديمية ديجون «دورًا رائدًا» في جعل أعمال العلماء الأجانب متاحةً في فرنسا. نُشرت بعض الترجمات في الكتب والمجلات. وتم تداول البعض الآخر كنسخ مخطوطة داخل الأوساط العلمية والاجتماعية. بالإضافة إلى ذلك، أجريت التجارب في المحاضرات العامة والمعارض العلمية. كانت كلودين بيكارديت الشخص الوحيد من خلفية غير أكاديمية في المجموعة، والمرأة الوحيدة، والأكثر انتاجًا من أي من الرجال الستة المشاركين. كانت المترجمة الوحيدة في المجموعة التي عملت بخمس لغات، والوحيدة التي نشرت في مجلات غير مجلة Annales de Chimie. تأسست مجلة Annales de chimie على يد جويتون دي مورفو، وأنطوان لافوازييه، وكلود لويس برتولت وآخرين بدءًا من عام 1789. وقد نصت قواعد هيئة التحرير، اعتبارًا من يناير 1789، على أن المترجمين يجب أن يحصلوا على أجور مماثلة للمؤلفين.